# 131P/Mueller
131P/Mueller (też Mueller 2) – kometa krótkookresowa, należąca do rodziny Jowisza.

## Odkrycie
Kometa została odkryta 15 września 1990 roku w Obserwatorium Palomar (Kalifornia). Odkrywcą jej była Jean Mueller. Od jej nazwiska pochodzi też nazwa komety.

## Orbita komety i właściwości fizyczne
Orbita komety 131P/Mueller ma kształt elipsy o mimośrodzie 0,34. Jej peryhelium znajduje się w odległości 2,42 j.a., aphelium zaś 4,94 j.a. od Słońca. Jej okres obiegu wokół Słońca wynosi 7,06 roku, nachylenie do ekliptyki to wartość 7,36˚.
Jądro tej komety ma rozmiary maks. kilku km.